# قضية فورد فايرستون
يذكر أن إطارات فايرستون قد تكون الأكثر فتكا من أزمة سلامة السيارات في التاريخ الأميركي.
أعلنت الإدارة الوطنية لسلامة المرور على الطرق السريعة NHTSA بسحب فايرستون لـ 6.5 مليون إطار معيب وقد وصل عدد القتلى إلى 119 على الأقل في سبتمبر/أيلول 2000). ويعتقد الخبراء أنه قد يكون هناك ما لا يقل عن 250 وفاة وأكثر من 3000 إصابة كارثية مرتبطة بهذه الإطارات المعيبة. معظم السيارات المجهزة بهذه الإطارات هي مركبات الدفع الرباعي فورد إكسبلورر.
في أيار / مايو 2000، أصدرت اللجنة الوطنية لسلامة النقل السريع رسالة إلى إدارة شركة فورد وفايرستون تطلب فيها معلومات عن ارتفاع عدد حالات الفشل على اطارات سيارات فورد إكسبلورر وخلال تموز / يوليو، حيث غام فريق إداة الأزمات في قسم العلاقات العامة بارسال ما يتوفر لديها عن الحادث إلى اللجنة، وعندالحصول على البيانات المتعلقة وتحليلها، كشفت البيانات أن 15 " ATX وATX الثاني ونماذج الإطارات الجبلية من إطارات السيارات قد فشل بمعدلات مرتفعة للغاية: بسبب ضعف القشور في العديد من إطارات السيارات. والأسوأ من ذلك، عندما تفشل إطارات السيارة غالبا ما تفتك، وتقتل أكثر من شاغليها.
ويقدر مسؤولو فورد العيب بمعدل 241 لكل مليون من إطارات السيارات بقياس 15 بوصة ATX وATX الثاني. في المقابل، تقول فورد أنه لا توجد عيوب في 16 بوصة وتقدر الحوادث لكل مليون بفقط 2.3 حوادث مثل غيرها من الإطارات.
يوم 9 أغسطس/أوت، قرر عدد من الشركات على حد سواء سحب الإطارات. فورد وفايرستون بالنسبة لكيفية الخروج من هذه الازمة: يريد مسؤولي بريدجستون / فايرستون قراءة بيان خلال مؤتمر صحفي مشترك من دون الرد على أي أسئلة. اختلف فورد بشدة مع هذه الاستراتيجية، وحذر من كارثة إذا رفضوا الأسئلة. وبعد جدل طويل قررت إدارة العلاقات العامة في الشركتين الاستعانة بخبير فني للرد على الصحفيين على أن تقوم إدارة الأزمات بكتابة السيناريوهات وإعداد الحقائب الصحفية. وطرحت أسئلة في نهاية المطاف، وكثير منهم لا تزال دون إجابة.
فايرستون تنفي وجود أي مشكلة.
تواصل بريدجستون إنكار المشاكل وقللت من أهمية الفشل.
«لا مشكلة محددة في التصميم أو طريقة إنتاج الإطارات».
Tadakazu Harda، نائب رئيس بريدجستون للعمليات في الخارج والذي عمل لفترة من الزمن كمدير للعلاقات العامة.
صرح خلال مؤتمر صحفي عقد في اليابان في 9 آب / أغسطس 2000
إن بريدجستون في الواقع ما زالت مستمرة للحفاظ على الإطارات التي لا عيب فيها. السيد هارادا: «انطلاقا من حقيقة أن معظم الحوادث وقعت في الولايات الجنوبية، ونقدر أن القيادة المعتدلة في ارتفاع، وبسرعات عالية وضغط الهواء في الإطارات من العوامل المهمة في هذه الحوادث».
ومن المفارقات أن فورد نفسها توجه هذا الاقتراح. أولا، أشارت فورد 1995 حتي 1997، إلى الشركة بيير وهي الشركة المنافسة لفايرستون قامت بتركيب مليونين من الإطارات باستخدام نفس المواصفات التي تستخدمها فايرستون. وتم تجهيز ما يقارب 500,000 من المستكشفين مع فورد للعثور على أي دليل على الفشل، وفقا لما ذكرته شركة فورد.
دور فورد؟
أصدر قسم الإعلان في شركة فورد للسيارات وثائقا تشير إلى أن مسؤولي الشركة لم يجدوا أي بيانات على إطارات فايرستون إكسبلورر المثبتة على سيارات رياضية تذكر أو تشير إلى هامش للسلامة من حيث أعلى سرعة على عجلة القيادة والضغوط التي يتحملها الإطار التي أوصت بها فورد.
الأوراق التي كانت جزءا من مجموعة الوثائق التي نشرت من قبل المحققين في المؤتمر في الجولة الثالثة من جلسات الاستماع للتحقيق في قضية فورد وشركة بريدجستون/فايرستون ربط أكثر من 130 حالة وفاة في الولايات المتحدة وبلدان أخرى.
الوثائق التي تثير تساؤلات حول موقف فورد أن الحوادث التي تنطوي على إطارات فايرستون اكسبلورر ليس لشركة فورد علاقة بها وقد أوصت بضغط الهواء في إطارات إكسبلورر.
ضغط الهواء في الإطارات؟
ربما لعبت بريدجستون دورا في وقوع حوادث، لكنها ذكرت أن ضغط الهواء في الإطارات هو 30 رطل / بوصة مربعة.
ومع ذلك، يعتقد مسؤولو فورد أن ضغط الهواء في الإطارات مسألة مهمة للغاية. لكن بعد فحص ضغط الهواء في الإطارات ظهرت قضية أخرى في البيانات حيث وجدت فورد أن معظم السائقين كانوا دائمي المحافظة على الضغط في الاطارات من 28- 31psi. وعلاوة على ذلك قام قسم الإعلان في دائرة العلاقات العامة في شركة بيير على توصية السائقين بخفض ضغط الإطارات إلى 26 رطل / بوصة مربعة للحفاظ على سجل نظيف. وقال مسؤول في فورد مازحا: «لقد قررت التخلي عن شخص ساذج [فايرستون].»
10 أغسطس/آب بعد أن وقعت فوضى في وكلاء فورد قررت إدارت الأزمات في فورد بعد عدد من الجلسات استبدال الإطارات بسبب انخفاض مبيعات فورد اكسبلورر. وفورد تقول ان مبيعاتها انخفضت 6 ٪ في آب / أغسطس.
فورد إكسبلورر هو جزء من المشكلة؟
فورد إكسبلورر سيارة رياضية أكثر من غيرها من سيارات الدفع الرباعي وتزود بالإطارات المانعة للاهتزاز بغرض تجنب الحوادث، وقد توقف الاهتزاز والمشاكل التي لا يمكن دائما لفورد شرحها وأحيانا لا يمكن تحديدها. تلك العيوب تثير الشك في أنها تسهم إكسبلورر نفسها في بعض الأحيان إلى الحوادث القاتلة التي اجبرتها بريدجستون / فايرستون عليها. ويذكر أن هنالك مذكرة داخلية أصدرتها إدارت الأزمات في فورد من فنزويلا تقول إن إكسبلورر «تسليم بأن هذه الحوادث غير متوقعة عندما فشلت اطارات فايرستون في معالجته»، وغيرها من سيارات الدفع الرباعي ولكن هذا لا يشيرالى ظروف مماثلة. حوالي 31 ٪ من الشكاوي المذكورة تشير إلى ذلك تصلرح إكسبلورر ان الاهتزازات الغامضة كثيرة لا يمكن علاجها، حتى بعد تغيير إطارات السيارات وتركيب إطارات امتصاص الصدمات.
وسيارة مهاوي. أقل تواترا وهي فردية الإطارات وتظهر في أقل من 2 ٪ من الشكاوي على اكسبلورر، لكنه لم يظهر في معظم نماذج أخرى لشاحنة فورد.
فنزويلا
الناس في فنزويلا أيضا من سائقي فورد المجهزة بإطارات فايرستون وبلدان أمريكا اللاتينية يشكون من هذه المركبات وقد تم ربط 46 وفاة إضافية. ويعتقد مسؤولون في فنزويلا أن فورد وفايرستون يعرف عن المشاكل مع الإطارات لكنه فشل في تحذير أصحابها حتى أيار / مايو 2000، عندما بدأت بهدوء في تقديم تنازلات مجانية لعجلة التبادل من نوع ATX وقد بيعت الإطارات للمستهلكين منذ عام 1997.
محامون أميركيون فنزويلا كما نرى دليلا واضحا على فورد فايرستون وكانتا على علم بالعيوب قبل أشهر من اتخاذ إجراءات.
وما زالت هذه القضية حتى الآن تنظر أمام المؤتمر الأمريكي بسبب انكار كلا الطرفين مسؤوليته عن الحادث.